# 23011 Петах
23011 Петах (23011 Petach) — астероїд головного поясу, відкритий 14 листопада 1999 року.
Тіссеранів параметр щодо Юпітера — 3,512.